# Elfin Cove
Elfin Cove é uma Região censo-designada localizada no estado americano de Alasca, no Skagway-Hoonah-Angoon Census Area.

## Demografia
Segundo o censo americano de 2000, a sua população era de 32 habitantes.

## Geografia
De acordo com o United States Census Bureau, a localidade tem uma área de 28,1 km², dos quais 27,7 km² cobertos por terra e 0,4 km² cobertos por água.

## Localidades na vizinhança
O diagrama seguinte representa as localidades num raio de 56 km ao redor de Elfin Cove.